# Badlapur
Badlapur est une ville du district de Thane, dans l'État du Maharashtra, en Inde. Il fait partie de la région métropolitaine de Bombay.

## Chaîne Matheran
La chaîne Matheran commence à Haji Malang dans le nord-nord-ouest, continue jusqu'à Tavli dans le nord, puis s'étend vers le sud et se termine finalement à Bhivpuri Road Hill. À proprement parler, cette chaîne ne fait pas partie du Sahyadris, mais est parallèle à la ligne de chemin de fer Badlapur-Karjat à l'ouest. Le Sahyadris proprement dit est parallèle à la même ligne de chemin de fer, mais à l'est.

## Dans la culture populaire
Les acteurs de Bollywood Varun Dhawan et Nawazuddin Siddiqui ont joué dans le thriller d'action de Badlapur en 2015, nommé d'après la ville.